# HD 209419
HD 209419，又名BD+52 3083，SAO 33985、HR 8403，是一颗恒星，视星等为5.78，位于銀經98.91，銀緯-1.89，其B1900.0坐标为赤經21h 58m 10.6s，赤緯+52° -1.89′ 0″。